# Lusitania Tatafu
Lusitania Tatafu (20 februari 1998) is een Tongaans boogschutster.

## Carrière
Tatafu speelde op de Olympische Spelen in 2016 waar ze in de eerste ronde werd uitgeschakeld door later olympisch kampioen Chang Hye-jin.
Ze na in 2014 ook deel aan de Olympische Jeugdspelen. In 2015 nam ze deel aan het jeugd wereldkampioenschap in Yankton waar ze in de eerste ronde werd uitgeschakeld door de Poolse Kamila Naploszek.